# Manewr Jendrassika

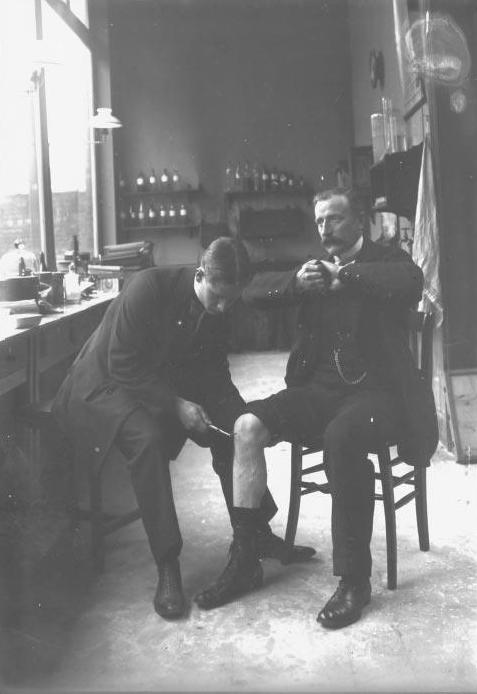
Zdjęcie z podręcznika Van Gehuchtena pokazujące wykonywanie manewru Jendrassika

Manewr Jendrassika (ang. Jendrassik maneuver) – w neurologii, wykonywane przez pacjenta na polecenie lekarza splecenie palców rąk i następnie czynne rozciąganie splecionych rąk podczas wywoływania przez lekarza odruchu kolanowego. Manewr Jendrassika umożliwia wywołanie odruchu kolanowego u pacjenta, u którego normalnie jest to utrudnione; u pozostałych pacjentów uzyskany odruch jest wzmożony. Według części autorów spowodowane jest to wyeliminowaniem wpływu świadomego napinania mięśni kończyn dolnych przez pacjenta, według innych dochodzi do torowania odpowiedzi na poziomie rdzenia i faktycznego wzmocnienia odruchu. Torowanie w tym kontekście polega na nasileniu wyładowań we włóknach eferentnych typu γ, zapoczątkowanych przez impulsację z włókien aferentnych dłoni.  
Nazwa eponimiczna upamiętnia węgierskiego neurologa, Ernő Jendrassika, który opisał manewr w 1885 roku.